# An Bình, Cần Thơ
An Bình là một phường thuộc thành phố Cần Thơ, Việt Nam.

## Địa lý
Phường An Bình có vị trí địa lý:
- Phía đông giáp phường Tân An
- Phía tây giáp xã Nhơn Ái
- Phía nam giáp phường Cái Răng
- Phía bắc giáp phường Long Tuyền và xã Phong Điền.

Phường An Bình có diện tích 18,39 km², dân số năm 2024 là 50.150 người, mật độ dân số đạt 2.727 người/km².

## Lịch sử
Ngày 5 tháng 6 năm 1957, Bộ trưởng Nội vụ Việt Nam Cộng hòa ban hành Nghị định số 182-BNV/HC/NĐ về việc ấn định tỉnh Phong Dinh có tỉnh lỵ là Cần Thơ và các đơn vị hành chính. Theo đó, xã An Bình thuộc tổng Định An, huyện Châu Thành.
Ngày 7 tháng 2 năm 1963, Tổng thống Việt Nam Cộng hòa ban hành Nghị định số 129-NV về việc:
- Tách một phần đất của xã Tân An và một phần đất của xã An Bình về phía nam sông Cần Thơ lập thành một xã mới lấy tên là xã Thuận Đức đặt thuộc quận Châu Thành, tỉnh Phong Dinh.
- Sáp nhập ấp Thới Thuận, ấp Thới Hòa, ấp Thới Thanh và cù lao Cái Khế thuộc xã An Bình, quận Châu Thành vào xã Tân An cùng quận.
- Xã An Bình có 3 ấp: Lợi Dủ, Lợi Nguyên, Thới Nhựt.

Ngày 26 tháng 5 năm 1966, Chủ tịch Ủy ban Hành pháp Trung ương Việt Nam Cộng hòa ban hành Nghị định số 896-NĐ/NV về việc:
- Thành quận Phong Điền thuộc tỉnh Phong Dinh.
- Chuyển xã Mỹ Khánh thuộc quận Châu Thành về quận Phong Điền mới thành lập quản lý.

Ngày 30 tháng 9 năm 1970, Thủ tướng Chính phủ Việt Nam Cộng hòa ban hành Sắc lệnh số 115-SL/NV về việc:
- Thành lập thị xã Cần Thơ là thị xã tự trị trực thuộc chính quyền Trung ương Việt Nam Cộng hòa – đồng thời kiêm tỉnh lỵ tỉnh Phong Dinh trên cơ sở cải biến xã Tân An thuộc quận Châu Thành, tỉnh Phong Dinh và các phần đất phụ cận.
- Sáp nhập ấp Lợi Nguyên thuộc xã An Bình, huyện Châu Thành vào thị xã Cần Thơ mới thành lập quản lý.

Ngày 7 tháng 6 năm 1971, Thủ tướng Chính phủ Việt Nam Cộng hòa ban hành Nghị định số 585-NĐ/NV về việc:
- Thành lập Quận Nhứt và Quận Nhì thuộc thị xã Cần Thơ.
- Thành lập khu phố Hưng Lợi thuộc Quận Nhì trên cơ sở ấp An Thạnh của xã Tân An và ấp Lợi Nguyên của xã An Bình.
- Xã An Bình thuộc huyện Châu Thành còn lại 2 ấp: Lợi Dủ, Thới Nhựt.

Ngày 20 tháng 9 năm 1975, Bộ Chính trị ban hành Nghị quyết số 245-NQ/TW về việc hợp nhất tỉnh Cần Thơ (ngoại trừ huyện Thốt Nốt), tỉnh Sóc Trăng, tỉnh Trà Vinh, tỉnh Vĩnh Long thành một tỉnh, tên gọi tỉnh mới cùng với nơi đặt tỉnh lỵ sẽ do địa phương đề nghị lên.
Ngày 20 tháng 12 năm 1975, Bộ Chính trị ban hành Nghị quyết số 19/NQ về việc hợp nhất tỉnh Cần Thơ (bao gồm cả huyện Thốt Nốt của tỉnh Long Xuyên), tỉnh Sóc Trăng thành một tỉnh mới, tên gọi tỉnh mới cùng với nơi đặt tỉnh lỵ sẽ do địa phương đề nghị lên.
Ngày 24 tháng 2 năm 1976, Chính phủ Cách mạng lâm thời Cộng hòa miền Nam Việt Nam ban hành Nghị định số 3/NQ/1976 về việc hợp nhất tỉnh Cần Thơ, tỉnh Sóc Trăng và thành phố Cần Thơ thành một tỉnh mới, lấy tên là tỉnh Hậu Giang.
Ngày 21 tháng 4 năm 1979, Hội đồng Chính phủ ban hành Quyết định số 174-CP. Theo đó, xã An Bình thuộc thành phố Cần Thơ, tỉnh Cần Thơ.
Ngày 26 tháng 12 năm 1991, Quốc hội ban hành Nghị quyết về việc chia tỉnh Hậu Giang thành tỉnh Cần Thơ và tỉnh Sóc Trăng.
Ngày 26 tháng 11 năm 2003, Quốc hội ban hành Nghị quyết số 22/2003/QH11 về việc chia tỉnh Cần Thơ thành thành phố Cần Thơ trực thuộc trung ương và tỉnh Hậu Giang.
Ngày 2 tháng 1 năm 2004, Chính phủ ban hành Nghị định số 05/2004/NĐ-CP về việc:
- Giải thể thành phố Cần Thơ cũ thuộc tỉnh Cần Thơ cũ.
- Chuyển xã An Bình thuộc thành phố Cần Thơ về quận Ninh Kiều mới thành lập quản lý.
- Thành lập quận Ninh Kiều thuộc thành phố Cần Thơ.
- Thành lập phường An Bình thuộc quận Ninh Kiều trên cơ sở toàn bộ 1.193,17 ha diện tích tự nhiên và 18.906 người của xã An Bình thuộc thành phố Cần Thơ.
- Thành lập phường Long Tuyền thuộc quận Bình Thủy trên cơ sở toàn bộ 1.413,55 ha diện tích tự nhiên và 13.250 nhân khẩu của xã Long Tuyền thuộc thành phố Cần Thơ.
- Thành lập huyện Phong Điền thuộc thành phố Cần Thơ.
- Chuyển xã Mỹ Khánh thuộc thành phố Cần Thơ về huyện Phong Điền mới thành lập quản lý.

Ngày 16 tháng 1 năm 2007, Chính phủ ban hành Nghị định số 11/2007/NĐ-CP về việc thành lập phường An Khánh thuộc quận Ninh Kiều trên cơ sở điều chỉnh 441 ha diện tích tự nhiên và 7.731 nhân khẩu của phường An Bình.
Sau khi điều chỉnh địa giới hành chính, phường An Bình còn lại 752,7 ha diện tích tự nhiên và 12.721 người.
Ngày 12 tháng 6 năm 2025, Quốc hội ban hành Nghị quyết số 202/2025/QH15 về việc sắp xếp đơn vị hành chính cấp tỉnh (nghị quyết có hiệu lực từ ngày 12 tháng 6 năm 2025). Theo đó, sáp nhập tỉnh Hậu Giang và tỉnh Sóc Trăng vào thành phố Cần Thơ.
Ngày 16 tháng 6 năm 2025:
- Quốc hội ban hành Nghị quyết số 203/2025/QH15[18] về việc Sửa đổi, bổ sung một số điều của Hiến pháp nước Cộng hòa xã hội chủ nghĩa Việt Nam. Theo đó, kết thúc hoạt động của đơn vị hành chính cấp huyện trong cả nước từ ngày 1 tháng 7 năm 2025.
- Ủy ban Thường vụ Quốc hội ban hành Nghị quyết số 1668/NQ-UBTVQH15[19] về việc sắp xếp các đơn vị hành chính cấp xã của thành phố Cần Thơ năm 2025 (nghị quyết có hiệu lực từ ngày 16 tháng 6 năm 2025). Theo đó, thành lập phường An Bình thuộc thành phố Cần Thơ trên cơ sở toàn bộ toàn bộ 7,21 km² diện tích tự nhiên, quy mô dân số là 32.436 người của phường An Bình thuộc quận Ninh Kiều; toàn bộ 10,83 km² diện tích tự nhiên, quy mô dân số là 17.617 người của xã Mỹ Khánh thuộc huyện Phong Điền và điều chỉnh 0,35 km² diện tích tự nhiên, quy mô dân số là 97 người của phường Long Tuyền thuộc quận Bình Thủy.

Phường An Bình có 18,39 km² diện tích tự nhiên và quy mô dân số là 50.150 người.